# Nova (Richard Rider)
Nova, alter-ego de Richard Rider, é um personagem da Marvel Comics criado por Marv Wolfman & John Buscema, e que estreou nos EUA na revista Nova #1  no ano de 1976.

## Histórico
O personagem foi criado por Marv Wolfman e Len Wein no fanzine Super Adventures em 1966. Sete anos mais tarde John Romita alterou o design do uniforme do personagem.
Nova estreou em Nova # 1 em 1976, escrito por Wolfman e desenhada por John Buscema. Wolfman transformou o personagem adolescente para ser uma homenagem ao Homem-Aranha de Stan Lee e Steve Ditko.

## Origem
O estudante de Ensino Médio, Rich Rider, de 17 anos era apenas um garoto comum. Comum até demais para seu gosto. Não é um atleta, não é um gênio, não faz sucesso com as garotas. Um “zé-ninguém”, com um sonho tolo de se tornar um super-herói. Mas sua realidade era se esquivar da provocação e intimidação do seu colega Mike.
Até o dia em que Rhomann Dey, o último Centurião Nova, chega à Terra perseguindo Zorr, destruidor do planeta da Tropa Nova, Xandar. A partir deste encontro, a vida do simplório Richard Rider nunca mais foi a mesma, recebeu os poderes do Centurião Nova, que está as portas da morte. Esses poderes serviram para não só vingá-lo, como também todo seu planeta morto.
Depois de sair do hospital por causa do coma de receber os poderes, Rich vai a aula de matemática e resolve 18 a 5ª potencia de cabeça, testa seus novos poderes e se torna o Nova.
Enfrenta Zorr, o Conquistador, que é o responsável pela morte do povo do Centurião.
No fim, Nova é salvo pelo próprio Centurião, que a milhas de distancia extingue sua própria força vital para vingar seu povo e proteger o herói adolescente.
Depois disso, enfrenta Dreaded One, Tyrannus e os Asseclas do Toupeira. Muitas vezes, a mãe do Nova que geralmente informava-o o que estava acontecendo de crimes, porque ela é voluntária da polícia.
Um amigo da escola conhecido como Caps, é sequestrado pelo seu tio, o supervilão Megaman (não confundir com o personagem de video games). Quando enfrentava-o sua casa é incendiada, então nova decide salvar sua família ao invés de perseguir o vilão que escapa. Ele consegue retirar a mãe, o pai e o irmão mas sua casa é destruída. Depois Nova derrota a ameaça.
Seu pai se encontra desempregado, Rich ia retirar seu dinheiro da poupança para dar ao seu pai quando o banco foi assaltado pelo Homem Areia.
Seu pai acaba pedindo ajuda financeira ao Clube Interno, um notório grupo de vilões. E ele deve fazer o que eles mandarem em troca da ajuda que eles proveram a ele, por causa disto, seu pai acaba preso. Foi liberado sob fiança.
Nova é testado por MVAs de Nick Fury e depois que o herói é bem sucedido, Nick o convoca para derrotar o vilão Garra Amarela. Depois ele enfrenta o Blecaute.
Seu inteligente irmão mais novo, Robbie Rider, investigava sério para descobrir qual era o grande segredo de Rich até que Nova acaba ferindo seu próprio pai que estava trabalhando com os criminosos do Clube Interno, ele o leva pro hospital e resolve dizer sua identidade para toda família.
Nova parte para o planeta Xandar na nave do Nova Primordial acompanhado de mais seis super-seres: o Cometa e seu filho Vigilante do Crime, e os vilões Dr. Sol, Esfinge, Potencius e Diamante.
No caminho eles são atacados pelos skrulls que foram despachados pelo Imperador, e uma violenta luta se segue. Os skrulls fogem derrotados. O vilão Esfinge absorveu o conhecimento de Xandar e se tornou um gigante e foi destruir a Terra onde enfrentou o Quarteto Fantástico e Galactus, enquanto isso, Nova e os outros super-seres enfrentam mais skrulls.

## Novos Guerreiros
Se une a um grupo de jovens heróis fundado por Dwayne Taylor (Radical), herdeiro de um grande império que jurou usar seus recursos para combater o crime e afins. Mudou seu nome para Kid Nova e agora dividia sua vida de Novo Guerreiro com suas obrigações com a tropa de Xandar. Em sua primeira missão juntos enfrentam Terrax.
A equipe enfrentam o Fogo da Meia-Noite, ajudam Thor a enfrentar o Fanático, enfrentam também o Pensador Louco, Primus e a equipe Psionex.
Teve um romance com Namorita (Nita Prentiss), que foi se degradando aos poucos. Seu romance com Namorita se desfez de vez quando a Atlante sofreu mutações e sua pele fica azul. Em sua identidade civil, começou um relacionamento com uma garota chamada Laura Dunham, mas eles se separassem quando ela descobriu sobre sua vida de super-herói.
Nova e Nita retornam com seu relacionamento até que Nita passou novamente por mudanças de aparência e poderes, precisando do apoio dele, mas ele se afasta dela por causa de seus próprios problemas pessoais. Depois fica com ciúmes do relacionamento de Nita com Johnny Storm (Tocha Humana), e quase começou uma relação com Mickey Musashi (Turbo).
A equipe passou a trabalhar em seu programa de TV no estilo reality show, no qual caçam super-vilões em pequenas cidades dos EUA diante das câmeras. Finalmente retorna para o espaço abandonando a equipe, sem suspeitar que iriam passar por maus bocados.

## Aniquilação
O vilão Aniquilador tentou dominar a galáxia, iniciando uma guerra cósmica sem precedentes. Uma das consequência foi a aparente morte de Quasar (Wendell Vaughn) e a tomada de seus braceletes quânticos pelo Aniquilador. Outra consequência foi a morte de toda a Tropa Nova, sendo ele foi o único sobrevivente. Agora carrega a Mente Global de Xandar e todo o legado desse planeta morto dentro de sua mente.
Na batalha final, o detentor do poder da Tropa Nova toma a decisão de sacrificar a própria vida se necessário para por fim ao Aniquilador. Foi um confronto acirrado, mas é certo que o monstro ainda assim era muito mais poderoso, principalmente detendo as pulseiras quânticas do falecido Quasar.
Nova esteve à beira da morte, mas a filha de Mar - Vell (o famoso Capitão Marvel que morreu de câncer anos atrás), Phylla-Vell, mostrou-se digna da coragem de seu pai e impediu o vilão de matá -lo ao roubar as pulseiras quânticas dele.
Foi o máximo que ela conseguiu antes de ser brutalmente atingida pelo Aniquilador.
E, certamente, foi essa coragem da jovem que estimulou Rider a se por novamente de pé e atingir o vilão em seu ponto fraco. Já que era incapaz de ferir a carapaça da criatura, Nova arrancou as entranhas do inimigo pela goela. Assim, pereceu o Aniquilador, e o universo foi salvo.

## Guerra Civil
Enquanto Nova estava no espaço, os Novos Guerreiros acabaram sendo acusados de imprudência por uma lamentável tragédia que aconteceu em Stanford (sua completa destruição após a tentativa frustrada de capturar o vilão Nitro) que desencadeou uma guerra civil entre heróis e uma lei obrigando o registro de cidadãos com super poderes.
Enquanto isso, sem suspeitar de nada, Richard recebe uma missão da Mente Global e segue o trajeto para cumprí-la, mas ocorreu um erro na Mente Global e acaba caindo na Terra. Enfim, aproveita e vai rever seus pais. Logo o Homem de Ferro e a SHIELD vão averiguar a queda. Stark conversa com Richard, fala sobre os trágicos acontecimentos recentes e fica indignado sobre o ocorrido, encontra - se com Justiça, um antigo membro dos Novos Guerreiros originais, que fala a sua versão da história. No outro dia, Richard é seguido por um antigo inimigo, o Diamante, que após tê - lo derrotado é atacado pelos Thunderbolts que lutam com ele até a intervenção do Homem de Ferro.
Richard volta para sua casa, seus pais ficam confusos pois ele enfrentou os Thunderbolts, que são os mocinhos na cidade, Logo sai da casa e encontra com Suplicio, que logo revela ser Robert Baldwin, o antigo Speedball. Acaba ficando muito mais confuso, pois a Terra que ele conhecia mudou muito e acaba retornando para o espaço.

## Aniquilação² - A Conquista
Finalmente tentando dar um rumo em sua vida, não encontra a paz por muito tempo, pois, com os Skrulls e os Krees em frangalhos, a Galáxia está em seu estado mais vulnerável. E assim uma nova ameaça começa a surgir: Falange. Nova enfrenta Gamora e Drax que foram assimilados. Depois consegue uma aliança com Magus e Warlock (que não é o Adam Warlock, mas sim um antigo amigo/parceiro do mutante Cifra dos Novos Mutantes) contra a Falange, que era a raça tecnorgânica da qual esse Warlock era um alien fugitivo.

## Invasão Secreta
Os Skrulls encurralam Nova em um planeta isolado, sob o pretexto de uma infestação Falange, com a intenção de matá-lo antes que ele pudesse retornar à Terra e descobrir a invasão. No entanto, Kl’rt, o Super-Skrull original rebelou-se no planeta e salvou Richard. Ele informa a Rider que seu povo está em uma cruzada religiosa, e que eles estão atacando o planeta Terra. Chocado, imediatamente corre de volta para a Terra, tendo Kl’rt como aliado que o esconde dos outros Super-Skrulls.
Ele vai para Projeto Pégasus para ajudar seu irmão Robbie, onde ele ajuda Falcão de Aço em defesa da instalação.
Surpreendentemente, o Projeto Pégasus revela que eles têm restaurado à vida Wendell Vaughn (Quasar) e reativando a Mente Global, que foi quem autorizou os construtos de defesa cibernética no complexo, que virou a maré da batalha. Mas, um navio de guerra Skrull aparece para destruir a base, que em si é destruída pelo que parece ser Centuriões Nova, saudando Richard como o Nova Primordial.

## Nova Tropa de Centuriões Nova
Rich ficou sabendo que enquanto ele dormia, a Mente Global Xandariana recrutava novos membros, o que abalou a confiança entre ambos. Uma nova base da tropa foi montada, e uma nova Xandar começou a existir, e não era um planeta qualquer, e sim o planeta vivo conhecido como Ego. A Mente Global acabou sendo fundida a Ego, e milhares de recrutas foram trazido para treinamento, entre eles estava Robbie Rider, irmão dele. A situação degringolou quando ele se nega a repassar a Força Nova para Ego, o que culminou com a retirada de seus poderes, e foi deixado na Terra como um reles mortal. Assim,consegue tornar-se o novo canditado a Quasar e Protetor do Universo, sob a tutela do espírito de Wendell Vaughn a orientá-lo.

## Guerra dos Reis
Como não podia deixar de acontecer, Nova Xandar/Ego bateu de frente com o avanço da conquista galáctica promovida pelo Imperador Shiar Vulcano  (irmão mais novo de Cíclope e Destrutor) na época. E Nova participa da batalha contra Vulcano. Após esses eventos, volta a ser um Nova Primordial e estabelece uma nova cordialidade com a Tropa recém-formada.

## Vingadores Secretos
Depois que o Reinado Sombrio de Norman Osborn caiu, Steve Rogers foi elevado ao posto de maior policial do mundo passando a ser chamado de Comandante Rogers. Como uma de suas primeiras ações, formou uma nova equipe de Vingadores, os Vingadores Secretos que o convoca para a equipe e Nova fica nervoso por ser convocado por uma lenda viva. Assim sendo, é recrutado para uma missão de reconhecimento em minerações abandonadas da Roxxon em Marte. Ao chegar lá, acaba sendo hipnotizado pela Coroa da Serpente e a coloca em sua cabeça. Quando os Vingadores chegam a Marte, encontram - no hipnotizado tentando desenterrar um antigo mal. Para detê -lo, Steve coloca o capacete de Nova e passa a portar o seu poder.
Ao acabar a missão, Nova se despede e fica a disposição dessa nova equipe. Luta ao lado de Homem-Aranha impedindo um roubo a banco incomum, e parabenizam um ao outro por finalmente ingressarem aos Vingadores. Mas após receber uma preocupante mensagem dos Guardiões da Galaxia, ele deixa o seu posto de Vingador, forçando Steve e o Fera a procurar outro herói cósmico para substituir.

## O Imperativo Thanos
Nova, junto com outros poderosos seres como Surfista Prateado, Gladiador, Ronan, o Acusador, Bill Raio Beta (ou Thor Raio Beta) e Quasar entram em batalha contra as forças do Câncerverso para salvar heróis capturados incluindo sua ex-namorada Namorita.
Nova contraria as vontades de Medusa e Blaastar e vai salvar os Guardiões da Galáxia. Ao enfrentar os Revengers (os Vingadores do Câncerverso), precisou absorver os poderes dos Centuriões Novas pra ampliar seu poder. Depois, junto ao Senhor das Estrelas, corajosamente acabam enfrentando Thanos que estava enlouquecido pela sua amada Morte o ignorar. O portal do Cancerverso é fechado e nunca mais ouviram falar dos dois heróis.
Presumindo que os dois estão mortos, foi feito um belo funeral em Attilan com os principais heróis da galáxia. Uma estátua dos dois foi construída em homenagem. Seu irmão e Namorita ficam arrasados com a perda. Os Centuriões Nova permaneceram sem poderes. (Não publicado no Brasil)

## Publicação no Brasil
A revista americana do Nova teve suas histórias publicadas no Almanaque Marvel da RGE. O final da saga dos Campeões de Xandar ocorreu na revista americana do Quarteto Fantástico, com publicação nas revistas da Editora Abril. Essa editora também lançou algumas aventuras dos Novos Guerreiros. Recentemente, as novas edições de Nova foram publicadas nas revistas Marvel Apresenta da Panini Comics